# Spartak (metropolitana di Mosca)
Spartak (in russo Спартак?), in precedenza chiamata Volokolamskaja (in russo Волоколамская?) è una stazione della metropolitana di Mosca, situata sulla linea Tagansko-Krasnopresnenskaja; si trova nei pressi dell'aeroporto di Mosca-Tušino. Fu costruita nel 1975 come parte dell'estensione nord del ramo Krasnopresnenskij, ma non venne inaugurata sino al 27 agosto 2014.
I progetti di espansione di Mosca degli anni sessanta prevedevano la costruzione di un quartiere popolare presso il vecchio campo volo di Tušino, e Spartak (chiamata all'epoca come la vicina autostrada Volokolamsk) era la stazione destinata a servirlo. Tuttavia il progetto di costruzione del quartiere non partì mai e Spartak fu lasciata incompleta, anche se strutturalmente pronta.
La stazione è stata costruita secondo il tipico design della metropolitana moscovita, con scale agli estremi della banchina. 
Non deve essere confusa con la stazione Volokolamskaja del ramo Mitinskij della linea Arbatsko-Pokrovskaja, che è vicina all'autostrada Volokolamskoye.
Nelle vicinanze della stazione si trova l'Otkritie Arena, stadio che ha ospitato alcune partite dei mondiali di calcio 2018.